# Roundabout
«Roundabout»  —en español: Rotonda— es la canción que abre el álbum Fragile (1971) de la banda británica de rock progresivo Yes. La canción fue escrita por el cantante Jon Anderson y el guitarrista Steve Howe. En enero de 1972 una versión editada de la canción fue lanzada como un sencillo junto con «Long Distance Runaround» en la cara B. «Roundabout» se ha convertido en una de las canciones más conocidas de Yes y la que más veces han interpretado en directo.
Hay versiones en vivo de la canción en los álbumes Yessongs (1973), Classic Yes (1981), Keys to Ascension (1996), House of Yes: Live from House of Blues (2000) y Live at Montreux 2003 (2007). La versión de Yessongs fue lanzada como sencillo en 1974, de igual manera se hizo un arreglo acústico de «Roundabout», el cual fue grabado para The Ultimate Yes: Colección 35 Anniversary, lanzado en 2003.
Alcanzó la posición #13 en el Billboard Hot 100 de Estados Unidos. «Roundabout» estuvo en la segunda posición de U.S. Billboard Hot 100, siendo solo superada por su éxito «Owner of a Lonely Heart», que alcanzó la posición #1. El sencillo fue editado a una versión más corta, de 3:27 de duración, para la radio pop estadounidense, aunque muchas estaciones reproducían la versión completa de la canción. «Roundabout» alcanzó el puesto #23 en el Top 40 holandés.
Anderson dijo que la letra de la canción se inspira en una larga gira en furgoneta desde el norte de Escocia hasta el norte de Inglaterra, que contó con muchas rotondas congestionadas a lo largo de las montañas y el paisaje del lago.
En la pista de comentarios para el lanzamiento en DVD de Escuela de rock (2003), el actor Jack Black comentó, que el solo de sintetizador es su favorito. «Roundabout» también se utilizó en la película de 1999 Outside Providence, ya que se escucha a través de una secuencia de dos escenas. «Roundabout» es una pista de juegos en el videojuego Rock Band 3, donde es una de las canciones más difíciles en teclado. «Roundabout» fue utilizado como la primera canción en el episodio 20 de la temporada 2 de la serie de televisión Fringe. En 2012, se utilizó "Roundabout" como la canción de finalización de la primera temporada de la serie de anime JoJo's Bizarre Adventure .  Según el director, «Roundabout» fue una de las muchas canciones que Hirohiko Araki el creador de JoJo escuchó cuando escribió el manga original.
En YouTube son comunes los memes llamados "To Be Continued" (Continuará en español), basados en los cierres de los episodios de la primera temporada y último episodio del anime JoJo's Bizarre Adventure, en los que el riff acústico que da inicio a la canción se reproduce mientras alguien desafortunado (Por ejemplo: una persona en un bote) realiza una secuencia de acciones que lo terminan llevando al fracaso (Según el ejemplo: intentar pararse, y perder el equilibrio), pero en el momento exacto en que la persona llegaría a su desenlace (En el ejemplo: caer al agua), la imagen se congela y se decolora, a la vez que un cartel anuncia to be continued, y empieza la intro.